# Chirurgia della mano
La chirurgia della mano è una specialità chirurgica che nasce per rispondere alle problematiche correlate alle patologie traumatiche, degenerative, infiammatorie e neoplastiche che colpiscono la mano.
La complessità della struttura della mano richiede, per un adeguato trattamento, un chirurgo della mano, un chirurgo cioè che abbia competenza in ortopedia e traumatologia, in chirurgia plastica ed in microchirurgia nervosa e vascolare.

## Storia
Padre di questa disciplina è stato Sterling Bunnell (1882-1957) chirurgo americano che ha pubblicato nel 1944 il fondamentale libro Surgery of the Hand, divenuto per decenni testo fondamentale della disciplina.  Egli sosteneva la necessità che il chirurgo della mano avesse competenze contemporaneamente  nella chirurgia ortopedica, nella chirurgia plastica ricostruttiva e inoltre nella riparazione delle lesioni vascolari e nervose.
Nel 1946 dette vita  alla prima società di Chirurgia della mano negli USA, cui seguirono la creazione di analoghe società nel 1951 in Scandinavia, nel 1952 in Inghilterra, nel 1959 in Germania, nel 1962 in Italia e nel 1966 in Svizzera. Nel 1966 é stata fondata a Chicago l’International Federation of Societies for Surgery of the Hand (IFSSH). Gli otto soci fondatori sono stati l’americano Arthur Barsky, l’italiano Augusto Bonola, il francese Raoul Tubiana, l’inglese Hugh Graham, il tedesco Dieter Buck-Gramcko, lo scandinavo Nils Carstam, il giapponese Takefumi Morotomi e il brasiliano Alipio Pernet.   

### In Italia
La specializzazione si afferma come disciplina autonoma agli inizi degli anni Sessanta in particolare con l'attività del Prof. Augusto Bonola direttore dell’Ortopedia e Traumatologia modenese dal 1945 al 1976, e, succesivamente, cofondatore della Società Italiana di Chirurgia della Mano nel 1962.  
Nel 1964 nasce la  Rivista Italiana di Chirurgia della Mano  ed iniziano presso l'Azienda Ospedaliero – Universitaria di Modena corsi annuali di formazione specifici diretti fino al 1976 dal Prof. Bonola e successivamente dal Prof. Paolo Bedeschi, innovatore nelle tecniche operatorie. 
Sono presenti circa 16 centri di chirurgia accreditati organizzato in una Unità Operativa riconosciuta, includente almeno tre chirurghi della mano con competenze in traumatologia della mano e soci Ordinari della SICM.

## Le Tecniche
I progressi della Chirurgia della mano sono correlati a vari fattori: l'aumento dei chirurghi in grado di eseguire da soli sia le tecniche della chirurgia ortopedica che quelle della chirurgia plastica ricostruttiva.  Il calo nell’uso degli apparecchi gessati per le frattura scomposte della mano e del polso.
Negli ultimi decenni si è diffuso l’impiego di mezzi metallici per la fissazione delle fratture (osteosintesi), mediante fili, viti, cambre o placche e viti, in acciaio inossidabile o in titanio. Inoltre l’impiego di protesi per il polso e per la mano, prodotte con il pirocarbonio, un materiale biocompatibile e con un modulo di elasticità simile a quello dell'osso, ha consentito di conservare la funzione articolare in molte articolazioni gravemente danneggiate e candidate in passato alla fissazione definitiva (artrodesi).
Infine fondamentale è stato l’impiego del microscopio operatorio nel trattamento delle lesioni dei nervi periferici e dei piccoli vasi arteriosi e venosi. In particolare le tecniche di microchirurgia vascolare hanno consentito l’esecuzione sia dei trapianti vascolarizzati ossei e cutanei, che dei reimpianti di segmenti di arto amputato.